# Die besten Stories von Fritz Leiber
Die besten Stories von Fritz Leiber (engl. Originaltitel: The Best of Fritz Leiber) ist eine Sammlung von Science-Fiction-Kurzgeschichten des deutschstämmigen US-amerikanischen Autors Fritz Leiber aus dem Jahr 1974. Die einzelnen Geschichten sind in den Jahren 1944 bis 1967, die meisten Anfang der 1950er Jahre, entstanden und ursprünglich in verschiedenen Zeitschriften und Kurzgeschichtensammlungen erschienen. Die deutsche Übersetzung fertigte Eva Malsch an, herausgegeben wurde sie 1980 (im Handel Anfang 1981) im Moewig Verlag innerhalb der Reihe Playboy Science Fiction. Mit Ich muß mal wieder würfeln ist eine sowohl mit dem Nebula Award als auch dem Hugo Award doppelt preisgekrönte Geschichte vertreten. Das Buch erhielt 1975 den Locus Award als beste Anthologie des Jahres.

## Inhalt

### Vorwort (The Wizard of Nehwon) von Poul Anderson,S. 7–20
Der Science-Fiction-Autor Anderson sagt wenig über die tatsächlich abgedruckten Geschichten, vielmehr nutzt er die Gelegenheit, um gerade auf die nicht enthaltenen Werke einzugehen. So überschreibt er sein Vorwort im Original mit The Wizard of Nehwon und spielt damit auf Leibers Fantasy-Serie um Fafhrd und Gray Mouser an. Er bedauert, dass daraus kein Beispiel Eingang in die Auswahl gefunden hat. Ebenso hätte er gerne eine Horror-Story aufgenommen, sogar eine der Schachgeschichten hätte er sich darin vorstellen können. Schließlich gibt er einen längeren Überblick über das Roman-Werk Fritz Leibers.

### Bei klarem Verstand (Sanity),S. 21–44
In einer Gesellschaft, einer Weltgemeinschaft, in der Neurosen zur Norm geworden sind, muss der vernünftige und daher weltfremde Präsident abgesetzt werden.

### Gesucht – ein Feind (Wanted – an Enemy),S. 45–66
Ein Pazifist versucht die desinteressierten Marsianer zu einer fingierten Erdinvasion zu bewegen, um die Menschheit zu einen. Seine Schilderung vom zerstörerischen Menschen überzeugt die Marsianer mehr als beabsichtigt, denn sie wittern nun Gefahr für sich selbst. Sie entschließen sich zu einem echten Vernichtungsschlag. In seiner Verzweiflung stachelt der unfreiwillige Kriegshetzer die Venus-Kreaturen zur Wiederaufnahme einer alten Fehde mit den Marsianern an.

### Der Mann, der niemals jung wurde (The Man Who Never Grew Young),S. 67–78
Der Erzähler ist unveränderlich alt und daher unsterblich. Doch verläuft die Zeit, in der er als Beobachter fortbesteht, nicht vorwärts, sondern rückwärts, da diese angewidert von einer erneuten Kriegsvorbereitung, kaum dass der Zweite Weltkrieg beendet wurde, umgekehrt ist. Hardy Kettlitz und Christian Hoffmann interpretieren dies als „subjektives Zeitempfinden, dem der übrigen Menschen entgegengesetzt ausgerichtet“, also als unglaubwürdige Erzählperspektive.

### Das Schiff startet um Mitternacht (The Ship Sails at Midnight),S. 79–109
Eine liebevolle und inspirierende Besucherin aus dem Weltraum wird zum Zankapfel und Opfer von Kleinstadt- und Kleingeist-Intellektuellen. Deren Besitzansprüche und Eifersucht zerstören das gemeinsame Glück, gerade als die Außerirdische sich entschieden hat, bei den Menschen zu bleiben.

### Der verzauberte Wald (The Enchanted Forest),S. 111–138
Ein von seinem Feind gejagter letzter Vertreter seiner Spezies macht eine Notlandung auf einem entfernten Planeten, der ein riesiges genetisches Versuchsfeld ist, in dem Klon-Grüppchen mit minimalen Erbgut-Abweichungen durch einen Dornenwald abgeschottet voneinander, aber in identischen Umgebungen leben. Der Flüchtling meint auf seinem Weg immer wieder an denselben Ort zu gelangen und denselben Personen zu begegnen, die sich jedoch gemäß ihrer jeweiligen manipulierten Gemütsausprägung stets anders verhalten als das Pendant aus der zuvor besuchten Gemeinschaft, was ihn in den Wahnsinn – und in die Hände des Verfolgers – treibt.

### Eine neue Attraktion (Coming Attraction),S. 139–159
Ein Brite rettet im streckenweise atomar verstrahlten New York nach dem Dritten Weltkrieg eine junge Frau, die sich dem Modediktat der Gesichtsmasken (das Verbergen des Gesichts ist an die Stelle der Brustverhüllung getreten) unterworfen hat, vor Rowdys. Sie bittet darum, nach England mitgenommen zu werden, doch sie hat sich auch einem weiteren Peiniger, einem zum Verlieren verdammten Ringer, masochistisch unterworfen. Der Subtext handelt von unterdrückter und pervertierter Sexualität.

### Armer Superman (Poor Superman),S. 161–200
Nach einem begrenzten Atomkrieg ist die amerikanische Gesellschaft traumatisiert. In der hochtechnisierten Zeit nährt sie ihren Optimismus mittels spektakulären Fortschritts, der jedoch von einem „Denker“ genannten Beraterteam Politikern und Bevölkerung nur vorgetäuscht wird. Sowohl in den eigenen Reihen als auch innerhalb der mit ihr rivalisierenden Wissenschaftlerriege gibt es unterschiedliche Auffassungen darüber, wie es hinsichtlich der Scheinerfolge weitergehen soll. Leiber bemerkte zur Grundidee, dass dabei L. Ron Hubbard und sein ein Jahr zuvor erschienenes „Blendwerk“ Dianetik Pate gestanden habe.

### Ein Eimer Luft (A Pail of Air),S. 201–223
Die Erde wurde aus dem Sonnensystem gerissen, die Luft gefror. Ein Ehepaar überlebte, gründete in improvisierter Behausung eine Familie. Ein Suchtrupp einer größeren, durch Atomkraft überlebenden Gruppe findet sie.

### Die großen Ferien (The Big Holidays),S. 225–236
Alle Menschen auf der Erde (und dem Mars) feiern in ihren Städten ein fröhliches Fest anlässlich der Großen Ferien, das sich bewusst jeglicher Kommerzialisierung entledigt hat, symbolisiert mittels Vertreibungszeremonie allegorisch verkleideter Bürger.

### Die Nacht, in der er weinte (The Night He Cried),S. 237–246
Eine Tentakelfrau bringt im Auftrag des „Galaxiezentrums“ einen brutalen Sexprotz zur Räson – und zum Heulen. Allerdings hat sie sich auch in ihn verliebt.

### Ein Versuch, die Vergangenheit zu ändern (Try and Change the Past),S. 247–257
Eine Kurzgeschichte, angesiedelt in Leibers Changewar-Universum. Während einer personellen Unterbesetzung in der Schaltzentrale des ewigen und zeitspringenden „Änderungskrieges“ der „Spinnen“ gegen die „Schlangen“, zu dem Todgeweihte aus allen Epochen der Weltgeschichte und Regionen des Universums rekrutiert werden, steht plötzlich ein soeben Angeheuerter unbeaufsichtigt herum. Er nutzt die Gelegenheit und das Instrumentarium, sich zum Zeitpunkt seiner Ermordung zu versetzen, und versucht das Vorbestimmte zu verhindern. Er wiederholt dies mehrmals, denn immer wieder renkt sich die veränderte Situation ein, wobei die Mittel und Wege zunehmend unwahrscheinlicher, ja absurder, werden, die das Raum-Zeit-Kontinuum anwendet, um den planmäßigen Zustand auf der fixen Zeitachse herzustellen. – Eine Antithese zum Schmetterlingseffekt.

### Ein Schreibtisch voller Mädchen (A Deskful of Girls),S. 259–301
Eine Schauspielerin holt sich gewaltsam ihre in Trance abgesonderten Ektoplasma-Persönlichkeits-Abzüge vom sie erpressenden Psychoanalytiker zurück. – Reichlich konstruierte Satire auf die Psychiater-Mode.

### Die kleine alte Miss Macbeth (Little Old Miss Macbeth),S. 303–310
Nach der „Zerstörung“ (übergroße fluoreszierende Würmer deuten einen Atomkrieg an), lebt eine schrullige alte Frau ganz allein in Pittsburg. Per Brieftaube hält sie Kontakt mit ihrer Freundin in Louisville. Die Seniorinnen leben spartanisch und sorgen sich eigentlich nur um ihre Ruhe, die durchaus von einem tropfenden Wasserhahn mehrere Straßenzüge entfernt gestört werden kann, was Überlegungen aufkommen lässt, in eine andere menschenleere Stadt umzuziehen.

### Mariana (Mariana),S. 311–318
Als Mariana an einer verborgenen Schalttafel in ihrer Villa herumfingert, löst sich nach jedem Knopfdruck etwas anderes einfach auf. Nachdem ihre Umgebung komplett verschwunden ist, findet sie sich auf einer psychiatrischen Station wieder, wo mit Wunscherfüllungsillusionen therapiert wird. Da sie die Schaltleiste noch immer in Händen hält, eliminiert sie den Arzt und schließlich sich selbst.

### Ich muß mal wieder würfeln (Gonna Roll the Bones),S. 319–352
Während seine dem Schnaps zusprechende Frau im baufälligen Heim in der Bergarbeitersiedlung wieder einmal Brote backt, um etwas hinzu zu verdienen, gelüstet es den gewalttätigen Hausherren wieder nach Vergnügungen und Nervenkitzel im Sündenpfuhl, die ihn stets um all sein Bares bringen. Der vom Leben frustrierte aggressive Lohnarbeiter verspeist nach einem existenziellen Würfelduell und anschließendem spektakulären Handgemenge mit dem Tod die Jetons wie auch den Totenschädel aus frischduftendem Brot und ist besänftigt, geradezu euphorisch. Dass das Erlebte von seiner um das Haushaltsgeld besorgten Frau vorgetäuscht wurde, lässt Leiber den Leser erahnen: „Da verstand er den Zauber, den Zauber, den sie ausgeübt hatte, um ihm ein bißchen Freiheit zu schenken und das Gefühl zu geben, ein halber Mann zu sein […].“ Der „sehr blumige, metaphernreiche Stil“ verhindert jedoch eine allumfängliche Interpretation und verleitet zu oberflächlichen Beschreibungen wie im SF-Who’s Who, worin es heißt, die Story sei „a very macabre gambling tale“. Reclams Science Fiction Führer nennt sie eine „von der britischen New Wave inspirierte Erzählung“.

## Erstveröffentlichungen
Im Science-Fiction-Magazin Astounding Science Fiction erschienen die vier Geschichten Bei klarem Verstand (April 1944), Gesucht – ein Feind (Februar 1945), Der verzauberte Wald (Oktober 1950) und Ein Versuch, die Vergangenheit zu ändern (März 1958). In Galaxy erschienen Eine neue Attraktion (November 1950), Armer Superman (Juli 1951) und Ein Eimer Luft (Dezember 1951). Ebenfalls drei Geschichten waren zuerst im Magazine of Fantasy and Science Fiction abgedruckt: Die großen Ferien (Januar 1953), Ein Schreibtisch voller Mädchen (April 1958) sowie Die kleine alte Miss Macbeth (Dezember 1959). In Fantastic Adventures erschien im September-Heft 1950 Das Schiff startet um Mitternacht und im Februar-Heft 1960 von Fantastic das in vielen späteren Anthologien zu findende Mariana.
Im von Frederic Pohl herausgegebenen Sammelband Star Science Fiction Stories No. 1 hatte Die Nacht, in der er weinte Premiere. Für Harlan Ellisons Dangerous Visions (1967) sollten aus der Reihe fallende, „mutige Storys“ eingereicht werden. Leibers Ich muß mal wieder würfeln wurde anschließend mit Preisen bedacht. Und schließlich: Der Mann, der niemals jung wurde ist Teil von Leibers erster Buchveröffentlichung Night’s Black Agents bei Arkham House aus dem Jahr 1947.
Nicht übernommen wurden aus der amerikanischen Originalausgabe der Besten Stories (1974) sieben Geschichten, als da wären The Foxholes of Mars, The Big Trek, Space-Time for Springers, Rump-Titty-Titty-Tum-TAH-Tee, The Man Who Made Friends with Electricity, The Good New Days und America the Beautiful.